# Canada Masters 2006
Il Canada Masters 2006
(conosciuto anche come Rogers Masters  e Rogers Cup 2006  per motivi di sponsorizzazione) è stato un torneo di tennis giocato sul cemento. 
È stata la 116ª edizione del Canada Masters, che fa parte della categoria ATP Masters Series nell'ambito dell'ATP Tour 2006, e della categoria Tier I nell'ambito del WTA Tour 2006. 
Il torneo maschile si è giocato al Rexall Centre di Toronto in Canada,dal 7 al 13 agosto 2006, quello femminile all'Uniprix Stadium di Montréal in Canada, dal 14 al 20 agosto 2006.

## Campioni

### Singolare maschile
Roger Federer ha battuto in finale  Richard Gasquet con il punteggio di 2–6, 6–3, 6–2.

### Singolare femminile
Ana Ivanović ha battuto in finale  Martina Hingis con il punteggio di 6–2, 6–3.

### Doppio maschile
Bob Bryan /  Mike Bryan hanno battuto in finale  Paul Hanley /  Kevin Ullyett con il punteggio di 6–3, 7–5.

### Doppio femminile
Nadia Petrova /  Martina Navrátilová hanno battuto in finale  Cara Black /  Anna-Lena Grönefeld con il punteggio di 6–1, 6–2.